# Addams Family Values (computerspel)
Addams Family Values is een computerspel voor de Super NES gebaseerd op de gelijknamige film. Het spel is ontwikkeld door Ocean Software en uitgebracht op 16 april, 1994. In Europa is het spel ook uitgegeven voor de Sega Mega Drive.

## Spel
Het spel is losjes gebaseerd op de film “Addams Family Values”. In het spel neemt de speler de rol aan van Fester Addams. Hij moet baby Pubert, die ontvoerd is door de kwaadaardige Debbie Jelinksi, opsporen. Onderweg krijgt hij hulp van de rest van The Addams Family en een aantal andere personages. Het spel is in grote lijnen een parodie op de Zelda serie.
Het spel is een hybride actie/RPG.

## Trivia
- Op de originele VHS uitgave van Addams Family Values werd een reclamefilmpje voor dit spel getoond. De muziek die hierbij werd gespeeld was een alternatieve versie voor het introlied van de spelshow Blockbusters uit 1987.